# Adelphenaldis
Adelphenaldis is een geslacht van insecten uit de orde vliesvleugeligen (Hymenoptera) en de familie schildwespen (Braconidae).

## Soorten
- A. acutidentata (Fischer, 1970)
- A. brunicorpus Fischer, 2003
- A. cellabsentibus Fischer & Samiuddin, 2008
- A. claricornis (Fischer, 1993)
- A. correcta Papp, 2007
- A. crassimembris Fischer, 2003
- A. crassithorax Fischer, 2003
- A. cultrata (Belokobylskij, 2002)
- A. georgica (Fischer, 1993)
- A. gigascapus (Fischer, 1993)
- A. knysnaana Fischer, 2003
- A. magnareata (Fischer, 1993)
- A. moniliata (Belokobylskij, 2002)
- A. pacifica (Belokobylskij, 2002)
- A. paraclypealis (Fischer, 1967)
- A. parvicornis (Thomson, 1895)
- A. propoglabra (Fischer, 1993)
- A. resurrectionis (Fischer, 1993)
- A. rugipropodeum Fischer, 2003
- A. ryukyuensis (Belokobylskij, 2002)
- A. spasskensis (Belokobylskij, 2002)
- A. striatipetiolata Fischer, 2003
- A. subsurrectionis (Fischer, 2003)
- A. trematosa (Fischer, 1967)